# Hikueru
Hikueru és un atol de les Tuamotu, a la Polinèsia Francesa. Està situat al centre de l'arxipèlag, a 700 km a l'est de Tahití. És el cap de la comuna d'Hikueru.

## Geografia
L'atol té una forma ovalada amb 15 km de llarg i una superfície terrestre de 5,11 km² més 19,47 km² d'esculls. La llacuna, de 82,5 km², és profunda, sense cap pas navegable però amb nombrosos canals.
La vila principal és Tapupati, i la població total és de 150 habitants al cens del 2002. La població viu principalment de la producció de copra, però fins als anys 1970 va ser un dels grans centres de recol·lecció de perles. Disposa d'un aeròdrom.

## Història
L'atol va ser descobert pel francès Louis Antoine de Bougainville, el 1768. Domingo de Bonaechea, el 1775, el va anomenar San Juan; i Beechey, el 1826, el va anomenar Melville.
L'any 1906 va patir els efectes d'un cicló que va causar la mort de 377 persones. L'escriptor Jack London va descriure els efectes del cicló a Hikueru en el seu conte «The house of Mapuhi» inclòs a South Sea Tales (1911). L'escriptora gironina Aurora Bertrana va escriure un conte romàntic i d'aventures sobre Hikueru: «Tekao», inclòs a Peikea, princesa caníbal i altres contes oceànics (1934), i ampliat posteriorment com a novel·la curta a Ariatea (1960).